# Lampoding

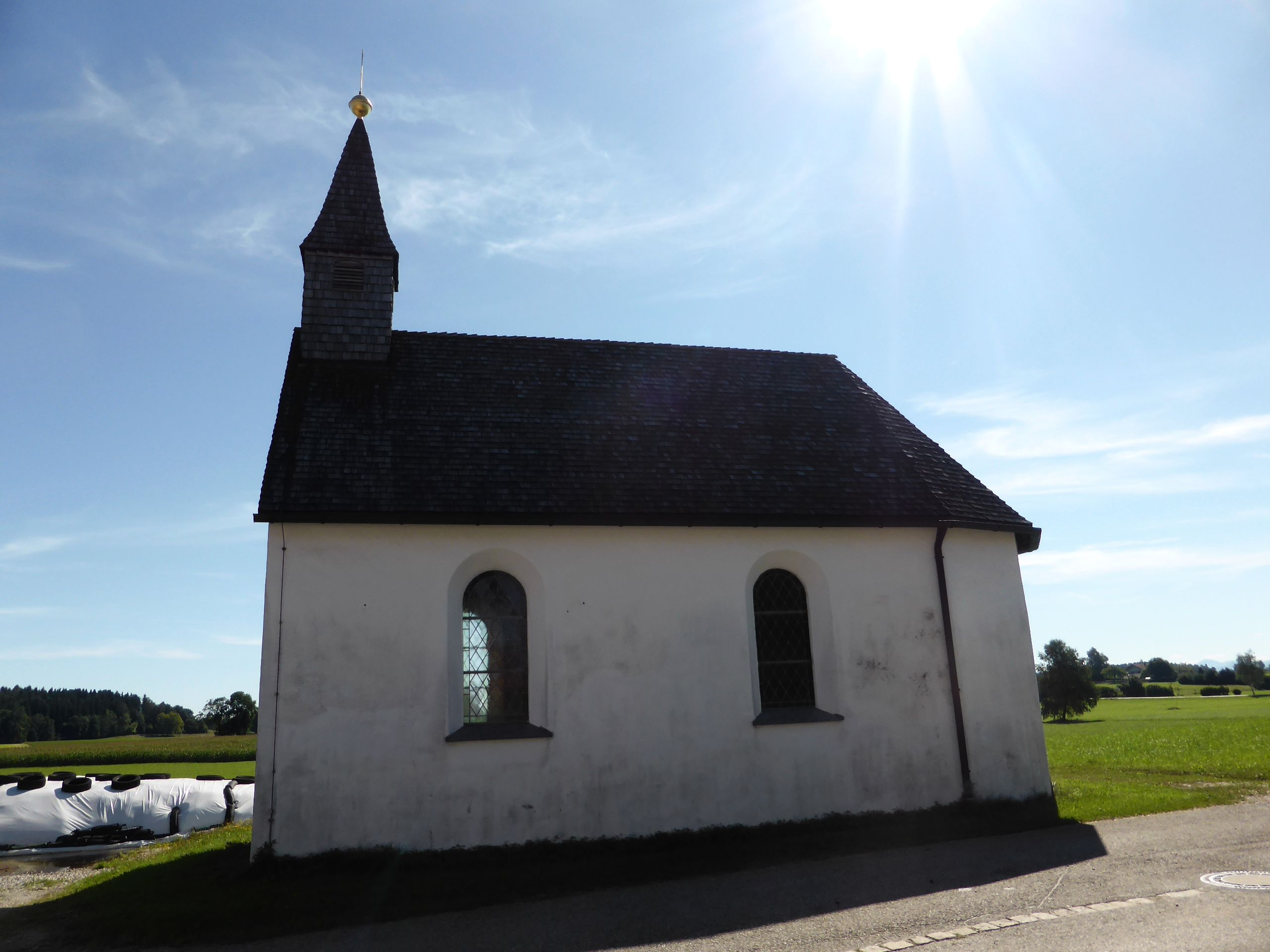
Ehemalige Schlosskapelle von Lampoding

Lampoding ist ein Gemeindeteil der Gemeinde Kirchanschöring im oberbayerischen Landkreis Traunstein. Am 1. Januar 1972 wurde die bis dahin selbständige Gemeinde Lampoding zu Kirchanschöring eingegliedert.

## Geschichte
Das Dorf wurde im späten 8. Jahrhundert in der Notitia Arnonis des Erzbistums Salzburg erstmals genannt. Im 13./14. Jahrhundert stand der Ortsadel im Dienst der Erzbischöfe von Salzburg. Deren Besitz im Ort gehörte im 15. Jahrhundert der Familie Gold, im Jahr 1577 den Perner von Rettenwörth (siehe Schloss Rettenwörth) und ab 1631 den Grafen von Lodron (siehe Schloss Lampoding mit ausführlicher Geschichte).

## Baudenkmäler
Siehe: Liste der Baudenkmäler in Kirchanschöring#Weitere Ortsteile